# Sheila O'Connor
Sheila O'Connor est une actrice française, née le 4 mai 1966 à Paris, qui a connu le succès avec le film La Boum de Claude Pinoteau.

## Filmographie

### Actrice

#### Cinéma
- 1979 : Les Joyeuses colonies de vacances de Michel Gérard : Caroline
- 1980 : La Boum de Claude Pinoteau : Pénélope Fontanet
- 1982 : On s'en fout, nous on s'aime de Michel Gérard : Florence
- 1982 : La Boum 2 de Claude Pinoteau : Pénélope Fontanet
- 1985 : P.R.O.F.S de Patrick Schulmann : Maud
- 1990 : Le Dénommé de Jean-Claude Dague
- 1991 : La Neige et le Feu de Claude Pinoteau
- 2013 : Star de Marc-Aurèle Vecchione

#### Télévision
- 1982 : Non récupérables (téléfilm) de Franck Apprédéris : Christine
- 1983 : Les Cinq dernières minutes (série télévisée), épisode Rouge marine de Jean-Pierre Desagnat : Lise
- 1984 : Emportez-la avec vous (téléfilm) de Jean Sagols : la sœur de Myriam
- 1984 : Cinéma 16 (série télévisée) : La Vie telle quelle change de Nicole M. André : Anne
- 1985 : Julien Fontanes, magistrat (série télévisée), épisode Mélanie sans adieu de Daniel Moosmann : Mélanie
- 1988 : Les Enquêtes du commissaire Maigret (série télévisée), épisode Le Notaire de Châteauneuf de Gérard Gozlan : Emilienne Motte
- 1988 : La Belle Anglaise (série télévisée), épisode 3 Une vie de chien : Juliette
- 1988 : Maguy, série télévisée, épisode Impair Noël de
- 1989 : Tantie (série télévisée) : Marlène
- 1989 : En cas de bonheur (série télévisée) : Sylvie
- 1993 : Puissance 4 (série télévisée), épisode Caméra blindée de Pierre Cavassilas : Aliénor
- 2004 : Un petit garçon silencieux (téléfilm) de Sarah Lévy : l'aide-soignante
- 2007 : Père et Maire (série télévisée) de Christian Rauth et Daniel Rialet, épisode Un plus petit que soi de Pascal Heylbroeck : Béatrice Ribero
- 2007 : Sœur Thérèse.com,(série télévisée), épisode Meurtre au grand bain de Pascal Heylbroeck : médecin légiste
- 2012 : La Famille Katz (série télévisée) épisode 2 Bonne année d'Arnaud Mercadier : madame Chenu
- 2019 : Petits secrets en famille (série télévisée), épisode Famille Besson de Christelle Lamarre : Sonia Besson
- 2021 : Paris Police 1900, épisode 6 de Frédéric Balekdjian : la bourgeoise

### Réalisatrice
- 1995 : Margaret – visible sur YouTube
- 2000 : Abdel a rendez-vous – Diffusé sur France 3 et visible sur YouTube
- 2012 : Duo avec Daniel Duval – Diffusé sur France 2

### Scénariste
- 2012-2013 : Les Bas-Côtés – série TV (8 épisodes de 52 minutes), coécrite avec Antoine Capliez (a obtenu le Fonds d’Aide à l’Innovation (Réécriture Bible + pilote/ FAI - CNC, commissions du 7/12/12 et 09/12/13)
- 2012 : Étages sous influence – long-métrage, comédie satirique en cours d’écriture[réf. souhaitée]
- 2012 : Dispersées par le vent – long-métrage dramatique passé en plénière au CNC[réf. souhaitée]) en juin 2012 en co-écriture avec Christian Monnier et Danielle Laurent
- 2012 : Duo – court-métrage dramatique, produit par Les Films du Zébu et Neyrac Films (Pré-acheté par France Télévisions, a obtenu la région Picardie, Diffusion TV en avril 2013, sélectionné pour le prix "Qualité" par France Télévisions à Clermont-Ferrand en 2013, sélectionné au Festi’Valloire (Savoie), sélectionné au Sapporo International short film au Japon, sélectionné dans 3 sélections au festival Cinéma du monde Rouen 2014)
- 2012 : Mon Héritage – long-métrage dramatique (Aide à l’écriture de Poitou Charentes, résidence d’écriture au CECI, Moulin d’Andé)
- 2012 : Horizons – court-métrage, comédie (bourse Beaumarchais)
- 2021 : « Ça tourne a Saint-Pierre-et-Miquelon » de Christian Monnier

## Théâtre
- 1991 : Pleins Feux de Mary Orr, mise en scène Éric Civanyan, Théâtre de la Michodière
- 1992 : Pleins Feux de Mary Orr, mise en scène Éric Civanyan, Théâtre Antoine, puis en tournée.

## Publications
- Les cent pulls de Nicolas, illustré par Christian Epanya, Monde global, 2006.
- Le Mystère de la reine Amaya illustré par Christian Epanya
- Adaptation de neuf longs-métrages muets (1920-1925) sous forme de conte sonorisé pour cible enfants 9-12 ans. Sortie DVD.

(Oliver Twist – Le magicien d’Oz – La marque de Zoro – Les 3 mousquetaires – 20000 lieues sous les mers – Un monde perdu – Le voleur de Bagdad – Notre dame de Paris – Robin des bois – Le Dernier des Mohicans).